# Srebrnjak (Sveta Nedelja)
Srebrnjak je naseljeno mjesto u Republici Hrvatskoj u Zagrebačkoj županiji.

## Zemljopis
Administrativno je u sastavu grada Svete Nedelje. Naselje se proteže na površini od 0,96 km².

## Stanovništvo
Prema popisu stanovništva iz 2011. godine u Srebrnjaku živi 128 stanovnika,a postoji 36 kućanstava prema popisu iz 2001. Gustoća naseljenosti iznosi 133,33 st./km².
| broj stanovnika |       |       |       |       | 47    | 52    | 56    | 89    | 86    | 94    | 99    | 85    | 87    | 83    | 121   | 128   | 148   |
|                 | 1857. | 1869. | 1880. | 1890. | 1900. | 1910. | 1921. | 1931. | 1948. | 1953. | 1961. | 1971. | 1981. | 1991. | 2001. | 2011. | 2021. |